# Ezequiel Palacios
Ezequiel Palacios (Formosa, 2 de outubro de 1992) é um jogador de voleibol profissional argentino que atua na posição de ponteiro.

## Carreira
Ezequiel Palacios é membro da seleção argentina de voleibol masculino. Em 2016, representou seu país nos Jogos Olímpicos de Verão no Rio de Janeiro, que ficou em quinto lugar. Em 2020 fechou contrato com o Montpellier HSC.
Em 2021, nos Jogos Olímpicos de Tóquio conquistou a medalha de bronze ao derrotar a seleção brasileira por 3-2 sets.